# Photedes askoldensis
Photedes askoldensis là một loài bướm đêm trong họ Noctuidae.